# Puerto Hormiga
El yacimiento arqueológico de Puerto Hormiga, está ubicado en Colombia, específicamente en la hacienda Pomares, a unos 300 metros de la margen este del Canal del Dique, cerca del corregimiento Puerto Badel, Arjona (Bolívar) en la Región Caribe Colombiana, a unos 40 km al sur de la ciudad de Cartagena.

## Antigüedad
Los análisis de carbono 14 los ubican entre el 3090 y el 2552 a. C., por lo que es ligeramente posterior a la cultura Valdivia de la costa del Pacífico ecuatoriano.

## Evidencias arqueológicas
En octubre de 1961, el arqueólogo colombiano-austríaco Gerardo Reichel Dolmatoff (1912-1994) excavó un conchero bajo, con restos de un poblado circular de chozas de ramas, y terreno vecino pantanoso.
En 1963 continuó con sus hallazgos.  
En este sitio se registró un conchero de forma ovoide del período Arcaico tardío, con unas medidas de entre 72 y 85 m de diámetro exterior que rodeaba a un espacio interior de menores dimensiones. La capa de moluscos tenía una altura aproximada de 1,2 m de altura.
Los restos recuperados dan cuenta de una sociedad agrícola en gestación, cuyos miembros semisedentarios se ocupaban de la caza y la recolección de moluscos en la costa del mar, como evidencian los concheros (depósitos de conchas) encontrados allí.
Según expresan otros hallazgos como los fogones, restos cerámicos, el abundante material lítico y los fitolitos, las actividades propias de los pueblos nómadas, ya estaban comenzando a ser complementadas con la horticultura, o agricultura a pequeña escala.
Este grupo étnico se encontró en los períodos históricos de América precolombina, en el cual se empezó a ver la horticultura y la cerámica. En este clan, las mujeres era las que tenían el poder, es decir que era un clan matriarcal. Se movían de sitio según las condiciones climáticas.
Se ocupaban básicamente en la recolección de frutos y plantas, la pesca y la captura de moluscos.